# Roger Shah
Roger Shah, noto anche con lo pseudonimo di DJ Shah (Esslingen am Neckar, 29 novembre 1972), è un disc jockey e produttore discografico tedesco.
È un esponente del balearic beat, genere dance diffuso soprattutto a Ibiza dalla fine degli anni ottanta.

## Discografia

### DJ/Roger Shah
Album
- 2000 - The Album
- 2008 - Songbook
- 2011 - Openminded
- 2018 - No Boundaries
- 2021 - Nightride
- 2023 - Tribute to Earth

Raccolte
- 2005 - The Ultimate Chillout Collection
- 2008 - Sunlounger Sessions
- 2008 - Magic Island: Music For Balearic People
- 2009 - Magic Island: Music For Balearic People Vol. 2
- 2010 - Magic Island: Music For Balearic People Vol. 3
- 2010 - Sunlounger – The Downtempo Edition
- 2012 - Magic Island: Music For Balearic People Vol. 4
- 2014 - Magic Island: Music For Balearic People Vol. 5

### Sunlonger
- 2007 - Another Day on the Terrace
- 2008 - Sunny Tales
- 2010 - The Beach Side of Life
- 2013 - Balearic Beauty
- 2021 - Sunsets & Bonfires

### Altro
Ha all'attivo diversi singoli anche con altri pseudonimi (Black Pearl, Savannah, Global Experience, Jukebox 80s) e numerosi remix.